# Jowicze
Jowicze (biał. Іёвічы, Ijowiczy; ros. Иовичи, Iowiczi) – wieś na Białorusi, w obwodzie homelskim, w rejonie żytkowickim, w sielsowiecie Milewicze, nad doliną Słuczy.

## Historia
W XIX i w początkach XX w. położone były w Rosji, w guberni mińskiej, w powiecie mozyrskim.
W dwudziestoleciu międzywojennym leżały w Polsce, w województwie poleskim, w powiecie łuninieckim, w gminie Lenin (Sosnkowicze). Wieś położona była przy granicy ze Związkiem Sowieckim, którą wyznaczała tu Słucz. Znajdowała się tu wówczas strażnica KOP „Jowicze”.
W 1921 miejscowość liczyła 176 mieszkańców, zamieszkałych w 26 budynkach, wyłącznie Białorusinów wyznania prawosławnego.
Po II wojnie światowej w granicach Związku Sowieckiego. Od 1991 w niepodległej Białorusi.